# Riccardo Agusta

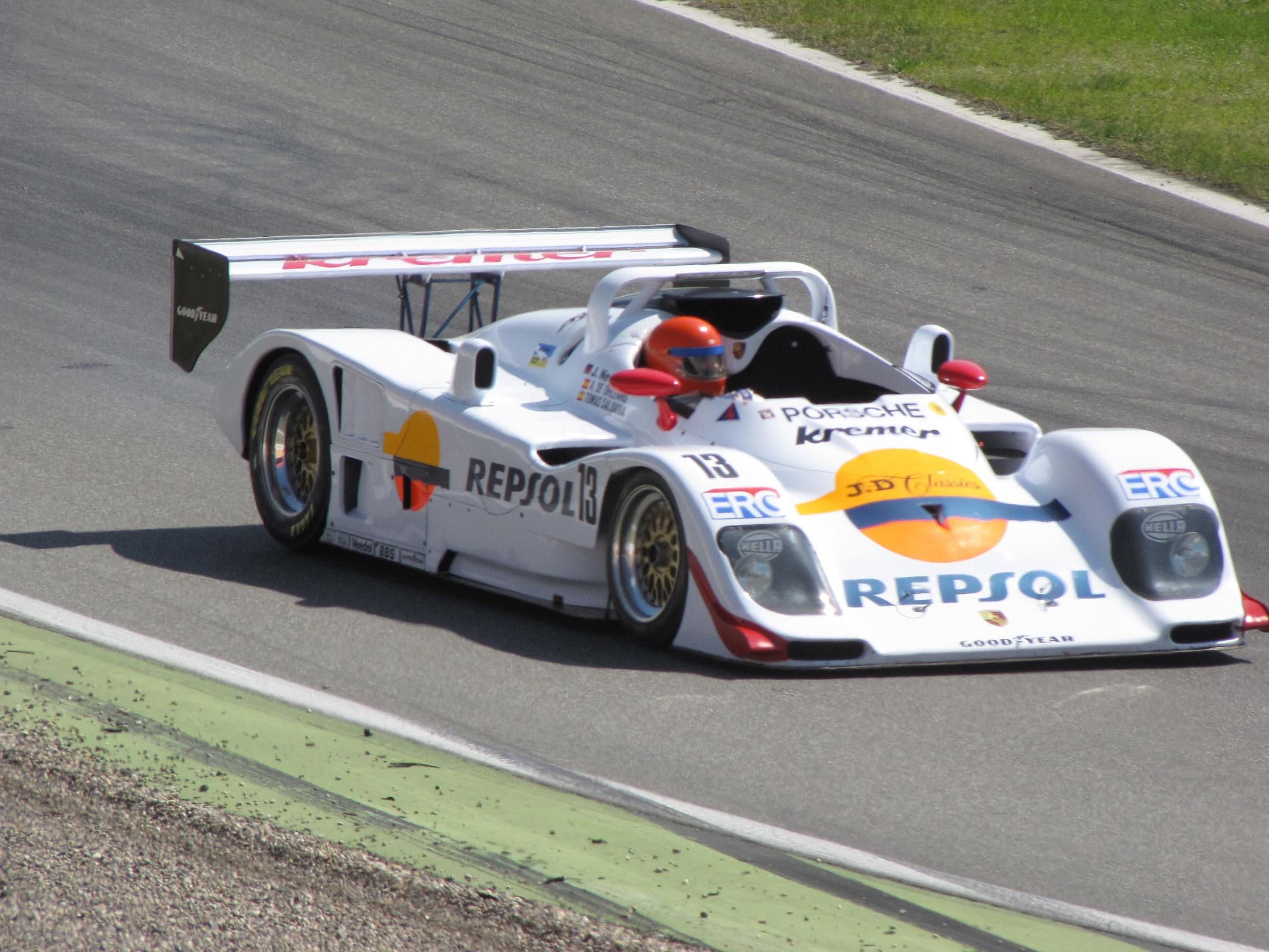
Auf einem Kremer K8 Spyder bestritt Riccardo Agusta 1998 sein letztes 24-Stunden-Rennen von Le Mans

Count Riccardo Giovanni „Rocky“ Agusta (* 21. Oktober 1950 in Mailand; † 10. Januar 2018 in St. Moritz) war ein italienischer Unternehmer sowie Autorennfahrer und Rennstallbesitzer.

## Familie und Herkunft
Riccardo Agusta wurde in die vermögende italienische Industriellen-Familie Agusta hineingeboren. Sein Großvater war der 1879 in Parma geborene Giovanni Agusta, der 1908 in Palermo den Flugzeughersteller Agusta gründete. Sein Vater war Corrado Agusta, einer der vier Söhne des Firmengründers. Nach dem Tod des Großvaters, der 1927 an Komplikationen nach einer Operation verstarb, übernahmen Corrados Brüder Domenico und Vincenzo die Firmengeschäfte. Unter Domenicos Führung entstand 1945 MV Agusta als eigenständiger Motorrad-Hersteller. Domenico verstarb 1971 und die Geschäftsleitung ging an Riccardos Vater Corrado.
Die Geschichte der Familie Agusta ist durchzogen von privaten Skandalen, Erbschaftsstreitigkeiten und ungeklärten Todesursachen. Sein Onkel Vincenzo wurde 1958 tot in seiner Mailänder Wohnung aufgefunden. Als Todesursache wurde ein Schock angegeben, was diesen ausgelöst hatte, blieb ungeklärt. Domenico erlitt am 29. Januar 1971 bei einer gemeinsamen Firmenbesichtigung mit dem finnischen Staatspräsidenten Urho Kekkonen einen Schlaganfall, an dessen Folgen er vier Tage später starb. Nachdem sein Vater zum Familienoberhaupt geworden war und damit die Kontrolle über die Unternehmensgruppe übernommen hatte, kam es zu erheblichen Erbstreitigkeiten mit der Witwe Domenicos, deren Sohn und deren Tochter Giovanna Agusta. Diese hatte in den 1960er-Jahren für einen Skandal gesorgt, als ihr Verhältnis mit dem brasilianischen Fußballer Germano, der beim AC Milan engagiert war, publik wurde. Sales war noch verheiratet und obwohl seine Tochter schwanger war, verweigerte der Vater nach dessen Scheidung in Brasilien die Zustimmung zur Heirat. Das Paar floh überstürzt nach Belgien und heiratete in Lüttich. Nach nur drei Jahren wurde die Ehe wieder geschieden und Giovanna kehrte nach Italien zurück.
Ein weiterer Familienskandal betraf auch Riccardo Agusta, zumindest indirekt. Vater Corrado hatte in den 1980er-Jahren das Model Francesca Vacca Garfagni Agusta in zweiter Ehe geheiratet. Nach Corrados Tod 1989 kam es auch hier zum Streit über das Erbe. Riccardo und Vacca Agusta stritten vor Gericht um die Villa in Portofino, Liegenschaften in New York, Mexiko-Stadt, London und St. Moritz, sowie mehrere 1000 Milliarden Italienische Lira Bargeld. Bei einer ausgerichtlichen Einigung wurde das Erbe zwischen den Streitparteien geteilt. Die Witwe erhielt unter anderem die Villa in Portofino. Vacca Agusta bekam in den 1990er-Jahren Probleme mit der italienischen Justiz. Im Zuge von Mani pulite und den Ermittlungen gegen Bettino Craxi wurde auch Vacca Agusta angeklagt. Der Vorwurf: Sie habe für Craxi im Ausland enorme Geldsummen gewaschen. Sie floh nach Mexiko, wurde dort verhaftet, an Italien ausgeliefert und zu zwei Jahren Gefängnis verurteilt, kam jedoch gegen Kaution frei. 2001 kam sie unter mysteriösen Gründen zu Tode. Nachdem sie aus ihrer Villa verschwunden war, wurde ihr Leichnam wenige Wochen später an der französischen Küste gefunden. Die Todesursache konnte nie restlos geklärt werden.

## Verwicklungen und Gerüchte
1980 wurde bei MV Agusta die Produktion von Motorrädern eingestellt. Der Markenname wurde 1992 an Claudio Castiglione und Cagiva verkauft. Das Gerücht, Castiglione hätte das Unternehmen von Riccardo Agusta bei einer Partie Poker gewonnen, ließ dieser unkommentiert.
Riccardo Agusta war eng befreundet mit Vito Roberto Palazzolo, der als Bankier der Mafia bekannt wurde. Palazzolo war einer der Angeklagten im Pizza Connection Trial und in unzählige Korruptionsfälle verwickelt. 1999, als die Familie Agusta noch erhebliche Anteile an AgustaWestland besaß, waren Palazzolo und Riccardo Agusta in einen Korruptionsfall bei der Beschaffung von Hubschraubern in Südafrika verwickelt. Bei dem 300 Millionen Auftrag sollen erhebliche Schmiergelder geflossen sein.

## Ehe und Unternehmer
In den 1970er-Jahren stieg Riccardo Agusta mit einem eigenen Unternehmen ins Börsengeschäft und heiratete 1979 Monica Consorti. Cosortis Vater war Besitzer der damals größten Fernsehproduktions-Gesellschaft Italiens. Agusta war auch als Winzer tätig. Er starb im Januar 2018.

## Karriere als Rennfahrer
Zu Beginn der 1990er-Jahren stieg Agusta als Fahrer und Rennstallbesitzer in den Motorsport ein. Da er über genügend eigenes Kapital verfügte, wickelte er seine Einsätze im Sportwagensport über ein eigenes Team ab. Über die Jahre erwarb er einige Rennwagen, mit denen er in BPR Global GT Series und der FIA-GT-Meisterschaft an den Start ging. Die ersten Wagen kamen von Venturi Paris: ein 500LM, ein 600LM und ein 400 GTR.
Seinen ersten Renneinsatz hatte er 1993 beim 24-Stunden-Rennen von Le Mans, wo er gemeinsam mit Onofrio Russo und Paolo Mondini auf dem Venturi 500LM 23. in der Gesamtwertung wurde. Die meisten Renneinsätze hatte er auf einer Callaway Corvette. 1994 wurde er Gesamtzehnter beim 4-Stunden-Rennen von Paul Ricard und 1995 Gesamtelfter in Le Mans.
Mit dem Ablauf der Saison 1997 beendete er die Aktivitäten seines Rennstalls und ging 1998 eine Partnerschaft mit Kremer Racing ein. Mit dem achten Rang mit Almo Coppelli im Kremer K8 Spyder bei der RAC Tourist Trophy feierte er seinen größten Erfolg im Dienste von Kremer Racing. Ende des Jahres trat er auch als Fahrer zurück. 2004 versuchte er ein Comeback, das erfolglos blieb.

## Statistik

### Le-Mans-Ergebnisse
| Jahr | Team                    | Fahrzeug                        | Teamkollege    | Teamkollege     | Platzierung | Ausfallgrund     |
| ---- | ----------------------- | ------------------------------- | -------------- | --------------- | ----------- | ---------------- |
| 1993 | Agusta Racing           | Venturi 500LM                   | Onofrio Russo  | Paolo Mondini   | Rang 23     |                  |
| 1994 | Agusta Racing Team      | Venturi 600LM                   | Almo Coppelli  | Michel Krine    | Ausfall     | Wagenbrand       |
| 1995 | Augusta Racing Team     | Callaway Super Naturel Corvette | Eugene O’Brien | Robin Donovan   | Rang 11     |                  |
| 1996 | Agusta Racing Team Ltd. | Callaway Corvette               | Almo Coppelli  | Patrick Camus   | Ausfall     | Kupplungsschaden |
| 1997 | Agusta Racing Team Ltd. | Callaway Corvette LM-GT         | Almo Coppelli  | Éric Graham     | Ausfall     | Zündungsschaden  |
| 1998 | Kremer Racing           | Kremer K8 Spyder                | Almo Coppelli  | Xavier Pompidou | Rang 12     |                  |